# Perissopmeros
Perissopmeros es un género de arañas araneomorfas de la familia Malkaridae. Se encuentra en Tasmania.

## Lista de especies
Según The World Spider Catalog 12.0:
- Perissopmeros arkana (Moran, 1986)
- Perissopmeros castaneous Butler, 1932
- Perissopmeros darwini Rix, Roberts & Harvey, 2009
- Perissopmeros foraminatus (Butler, 1929)
- Perissopmeros grayi (Moran, 1986)
- Perissopmeros mullawerringi (Moran, 1986)
- Perissopmeros quinguni (Moran, 1986)